# 顾维钧旧宅
顾维钧旧宅是顾维钧在天津的故居。建于1927年，位于当时的天津英租界的威灵顿道（今和平区河北路267号），该建筑目前是天津市文物保护单位和特殊保护等级历史风貌建筑,并作为天津五大道近代建筑群的重要组成部分，被中华人民共和国国务院批准为全国重点文物保护单位。现为中国国民党革命委员会天津市委员会所在地。

## 历史

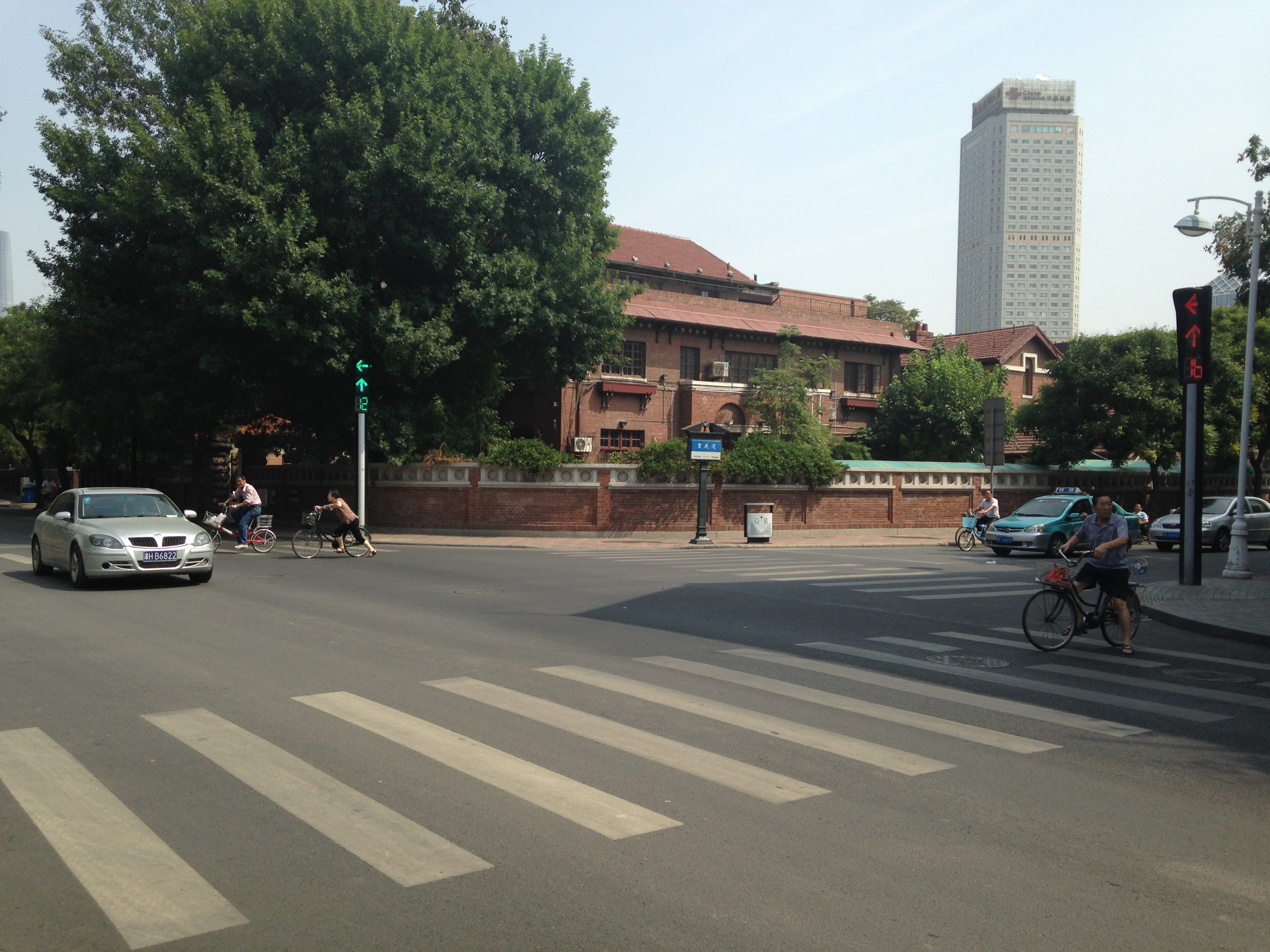

1927年，顾维钧以顾少川名义于天津英租界工部局购得土地2.058市亩并建造成一所三层带地下室的古典洋楼。该楼原为张学良设计。现为中国国民党革命委员会天津市委员会所在地。

## 建筑
顾维钧旧宅建筑面积1400多平方米，为三层带地下室砖木结构楼房，共有45间楼房，2间平房。建筑平面布局规整，红瓦坡顶屋面，外立面为红砖清水墙面并砌筑拱券等花样。旧宅室内装修讲究，木地板、木楼梯等保存较好，并设有双槽玻璃窗。旧宅二楼和三楼设有平台，院内种有各种花木。

## 内部链接
- 顾维钧